# Generace 36
Generace 36 (španělsky La Generación del 36) byla skupina španělských prozaiků, básníků a dramatiků, kteří tvořili v době španělské občanské války (1936–1939). Krutost války způsobila tomuto neformálnímu literárnímu hnutí tvůrčí i existenční komplikace.   
Generace 36 neměla ustálený seznam členů, pojem spíš vyjadřuje kulturní a literární styl doby. Zahrnuje tak jednotlivá díla, antologie, časopisy, noviny a další publikace. 

## Básníci
Mezi básníky Generace 36 se řadí:
- Miguel Hernández
- Luis Rosales
- Leopoldo Panero and Juan Panero
- Luis Felipe Vivanco
- Ildefonso-Manuel Gil
- Germán Bleiberg
- José Antonio Muñoz Rojas
- José María Luelmo
- Pedro Pérez Clotet
- Rafael Duyos
- Celso Amieva
- Gabriel Celaya
- Arturo Serrano Plaja
- José Herrera Petere
- Juan Gil-Albert

## Prozaici
Mezi prozaiky Generace 36 se řadí:
- Enrique Azcoaga
- José Antonio Maravall
- Antonio Sánchez Barbudo
- Ramón Faraldo
- Eusebio García Luengo
- María Zambrano
- Antonio Rodríguez Moñino
- José Ferrater Mora
- Ricardo Gullón

## Vypravěči
Důležití vypravěči z Generace 36 jsou: 
- Camilo José Cela
- Gonzalo Torrente Ballester
- Miguel Delibes